# Бедзик, Александр Юрьевич
Алексей (Олесь) Юрьевич Бедзик-Коношевич (укр. Олексій (Олесь) Юрійович Бедзик-Коношевич; 5 января 1955, Киев — 4 сентября 2012) — украинский журналист. Член Союза журналистов Украины.

## Биография
Родился в семье писателя Юрия Бедзика, внук писателя Дмитрия Бедзика. Не желая использовать славу отца и деда, использовал девичью фамилию своей матери - Коношевич.
В 1972—1977 годах обучался на факультете международных отношений и международного права Киевского университета им. Т. Шевченко. Юрист-международник. Работал репортером на украинском радио.
В 1977—1980 — редактор иновещания Гостелерадио Украины.
В 1980—1984 — комментатор иновещания Гостелерадио Украины.
С 1984 года — заместитель директора Агентства «Новини» («Новости»), заведующий редакции международной информации Гостелерадио Украины.
В середине 1990-х годов пришел на украинскую службу Би-Би-Си. Работал корреспондентом представительства Британской телерадиовещательной корпорации Би-Би-Си на Украине.
Автор цикла передач о деятельности Украины на международной арене, участии в международных организациях, антивоенном движении на Украине, работе Верховной Рады Украины. Вëл прямые репортажи во время «Оранжевой революции» с улиц Киева, передавая атмосферу происходящего для всемирной аудитории ВВС.